# Holiday Island (Arkansas)
Holiday Island è un census-designated place (CDP) della contea di Carroll, Arkansas, Stati Uniti. La popolazione era di 2.373 abitanti al censimento del 2010.

## Geografia fisica
Secondo lo United States Census Bureau, ha un'area totale di 10,86 mi² (28,13 km²).

## Società

### Evoluzione demografica
Secondo il censimento del 2010, la popolazione era di 2.373 abitanti.

### Etnie e minoranze straniere
Secondo il censimento del 2010, la composizione etnica del CDP era formata dal 95,7% di bianchi, lo 0,3% di afroamericani, l'1,0% di nativi americani, lo 0,8% di asiatici, lo 0,3% di oceaniani, lo 0,8% di altre razze, e l'1,1% di due o più etnie. Ispanici o latinos di qualunque razza erano il 2,8% della popolazione.